# Kieren Perkins
Kieren John Perkins (Brisbane, 14 agosto 1973) è un ex nuotatore australiano.
Specializzato nello stile libero ha vinto due ori e due argenti ai Giochi olimpici, inoltre, migliorò per tre volte il record del mondo dei 1500 m stile libero.

## Carriera
Dopo aver vinto la sua prima medaglia nel 1989 ai Campionati australiani, nel 1990 partecipa ai Giochi del Commonwealth del 1990, vincendo la medaglia d'argento sui 1500 metri stile libero. Dopo quei Giochi, la carriera Perkins subì un'impennata, e si presentò da favorito l'anno successivo ai mondiali di Perth, dove tuttavia fu battuto in finale per soli 22 centesimi dal tedesco Jörg Hoffmann, che stabilì un nuovo tempo record del mondo.
Nel 1992 Perkins abbassò il record mondiale di Hoffmann, con un tempo di 14:48.40 a Sydney, e vinse poi i 1500 metri stile libero alle Olimpiadi del 1992 a Barcellona, abbassando il suo record di 5 secondi e fissandolo a 14:43.48, battendo il connazionale Glen Housman e lo stesso Hoffmann. Perkins da aprile deteneva anche il record mondiale dei 400 metri, ma a Barcellona fu battuto per soli 16 centesimi dal russo Evgenij Sadovyj, che con 3.45"00 gli tolse anche il mondiale.
Nel 1994 ai Giochi del Commonwealth a Victoria, in Canada, Perkins vinse 400 e 1500 m stile libero, battendo in quest'ultima gara il record del mondo e, di passaggio, anche il record degli 800 m. (gli 800 metri non era un singolo evento ai giochi). Il record dei 400 metri lo batterà ai mondiali, sempre nel 1994, a Roma, vincendo la gara in 3'43"80, tempo che resisterà fino all'avvento di Ian Thorpe, che lo migliorerà solo nel 1999. Ai mondiali vinse anche i 1500 m, anche se con un tempo più alto di quello degli anni precedenti, 14'50"52, e a fine anno sarà nominato Nuotatore dell'anno.
Prima dei Giochi olimpici di Atlanta, nel 1996, Perkins era dato fuori forma e il favorito sui 1500 m stile libero alle Olimpiadi era il connazionale Daniel Kowalski. In batteria Perkins confermò il non felice momento, almeno apparentemente, qualificandosi per la finale come ottavo per soli 24 centesimi di secondo. Partito dalla corsia otto, in realtà Perkins dominò la finale e fu l'unico a scendere sotto i 15 minuti (14:56.40), sopravanzando Kowalski. Pur essendo il detentore del record mondiale, Perkins non era riuscito a qualificarsi per i 400 metri olimpici in aprile, ai campionati australiani, finendo solo terzo.
Dopo il trionfo di Atlanta, alcuni commentatori furono sorpresi quando Perkins decise di continuare con il nuoto, anche perché era apparso un altro australiano che avrebbe potuto oscurarlo in futuro, Grant Hackett. Tuttavia, con le Olimpiadi del 2000 che si svolgevano a Sydney, Perkins. decise di continuare a gareggiare, e vinse l'argento, dietro a Hackett, sui 1500 metri olimpici.

## Palmarès
- Giochi olimpici

Barcellona 1992: oro nei 1500m sl e argento nei 400m sl.
Atlanta 1996: oro nei 1500m sl.
Sydney 2000: argento nei 1500m sl.
- Mondiali

Perth 1991: argento nei 1500m sl.
Roma 1994: oro nei 400m sl e nei 1500m sl.
- Giochi PanPacifici

Edmonton 1991: oro nei 400m sl, negli 800m e nei 1500m sl e argento nella 4x200m sl.
Kōbe 1993: oro nei 400m sl, negli 800m e nei 1500m sl e argento nella 4x200m sl.
Atlanta 1995: oro nei 1500m sl e nella 4x200m sl e argento negli 800m sl.
- Giochi del Commonwealth

Auckland 1990: argento nei 1500m sl.
Victoria 1994: oro nei 200m sl, nei 400m sl, nei 1500m sl e nella 4x200m sl.
Kuala Lumpur 1998: bronzo nei 1500m sl.

## Riconoscimenti
- World Swimmer of the Year: 1994